# 곽결호
곽결호(郭決鎬, 1946년 3월 15일 ~ )는 대한민국 前 공무원을 지낸 대학 교수이다.

## 학력
- 한정초등학교
- 대성중학교
- 부산공업고등학교
- 1974년 : 영남대학교 토목공학과 학사
- 1976년 : 국방대학교 행정학사 21기
- 1980년 : 서울대학교 환경대학원 도시계획학 석사
- 2002년 : 한양대학교 대학원 환경공학과 공학박사

## 경력
- 기술고시 9회
- 1974년 : 건설부 토목사무관
- 1996년 : 주 UN 대표부 참사관
- 1998년 : 환경부 수질보전국장
- 1999년 : 대구대학교 공과대학 건설환경공학부 겸임교수
- 2001년 : 환경부 기획관리실장
- 2003년 : 환경부 차관
- 2004년 : 환경부 장관
- 2005년 : 한국수자원공사 사장
- 2007년 : 유네스코 IHD 이사
- 2007년 : 전국조정대회장
- 2009년 : 한양대학교 건설환경시스템 공학과 석좌교수
- 2010년 : 삼천리 사외이사
- 경화엔지니어링 회장
- 한국과학기술단체총연합회 부회장

## 참고
| 전임 이만의 | 제12대 환경부 차관 2003년 3월 3일 ~ 2004년 2월 17일 | 후임 박선숙 |

| 전임 한명숙 | 제15대 환경부 장관 2004년 2월 18일 ~ 2005년 6월 28일 | 후임 이재용 |